# Spanischer Mauerpfeffer
Der Spanische Mauerpfeffer (Sedum hispanicum), auch Spanische Fetthenne genannt, ist eine Pflanzenart aus Gattung der Fetthennen (Sedum) innerhalb der Familie der Dickblattgewächse (Crassulaceae).

## Beschreibung

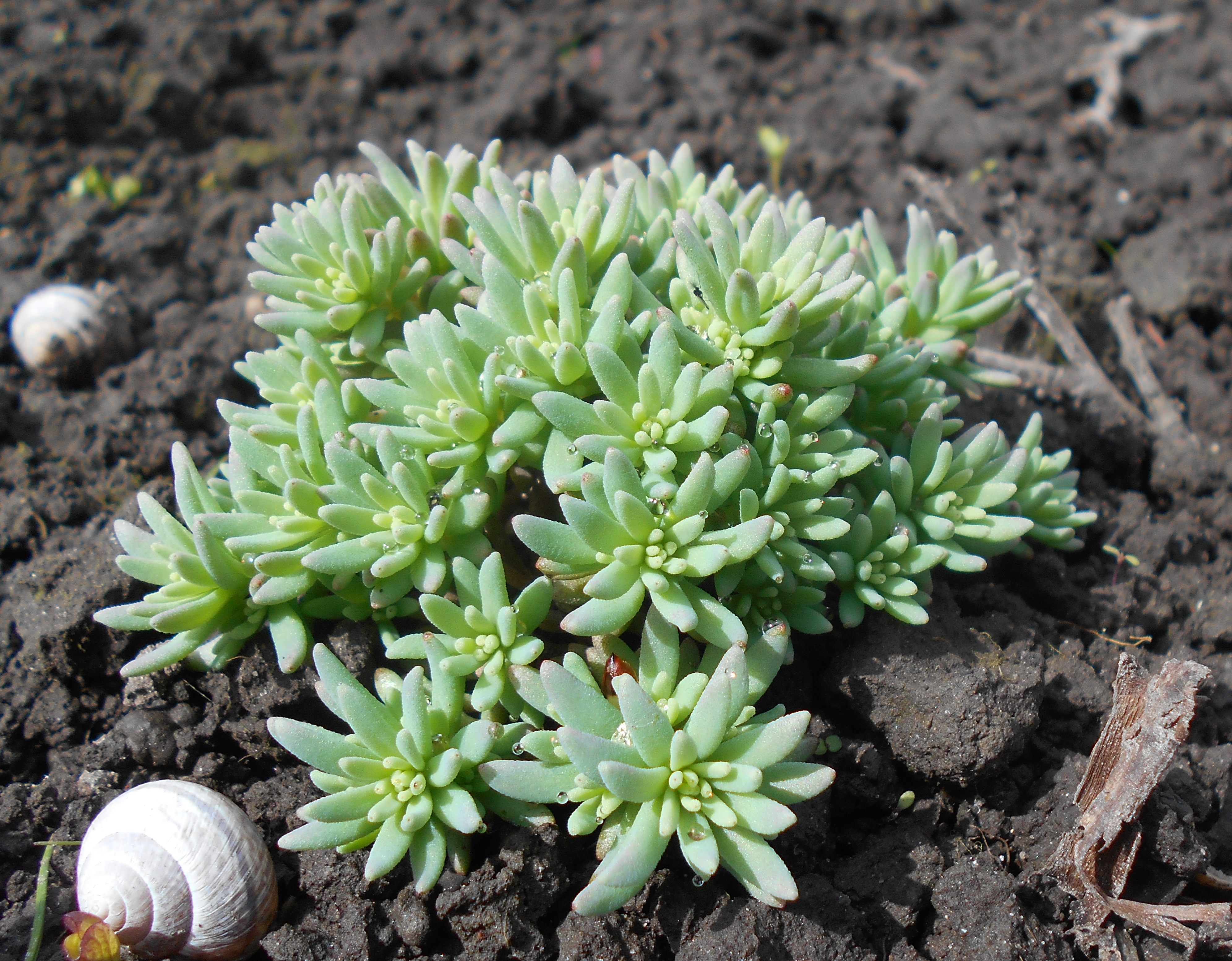
Laubblätter

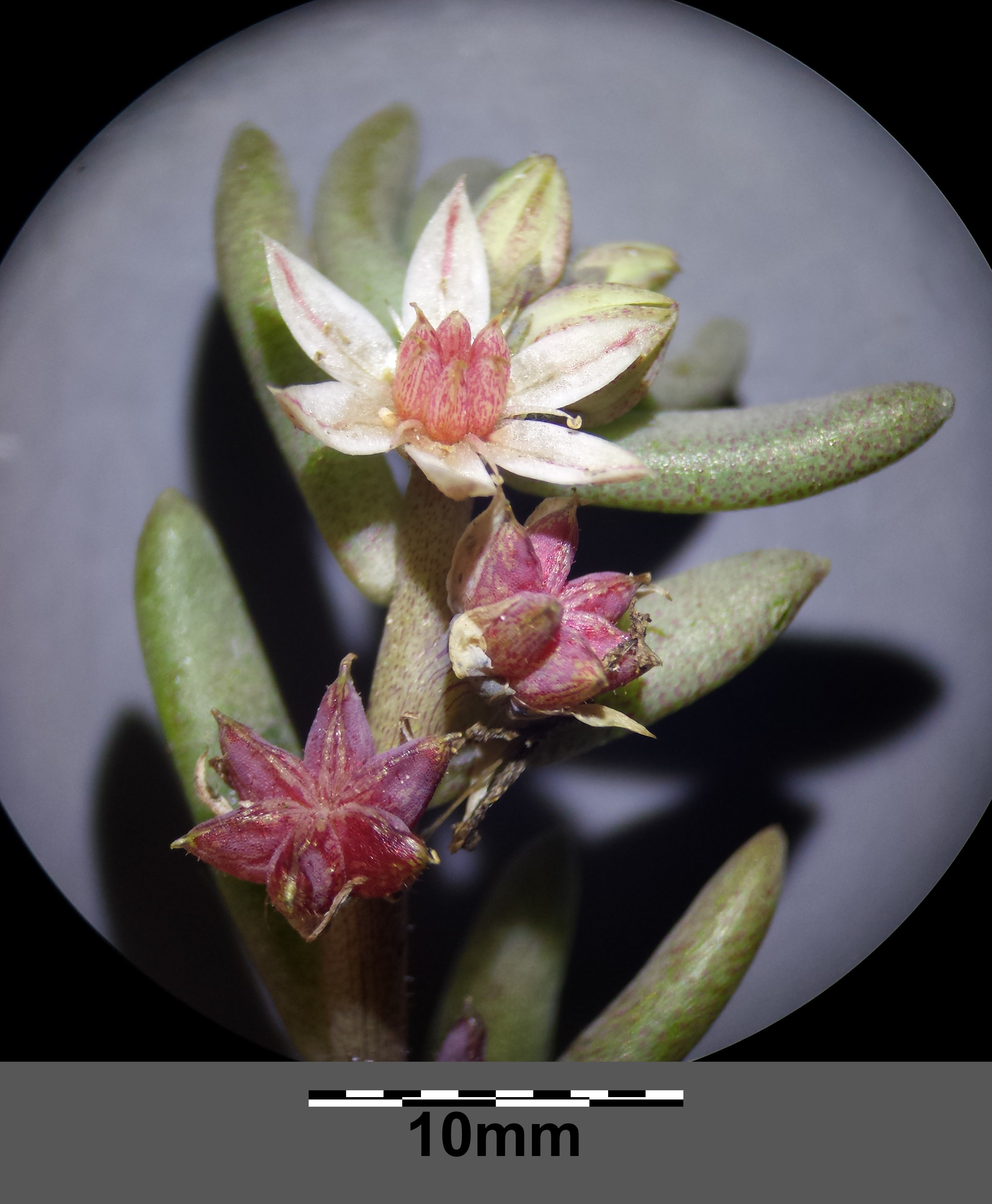
Blüte und Früchte

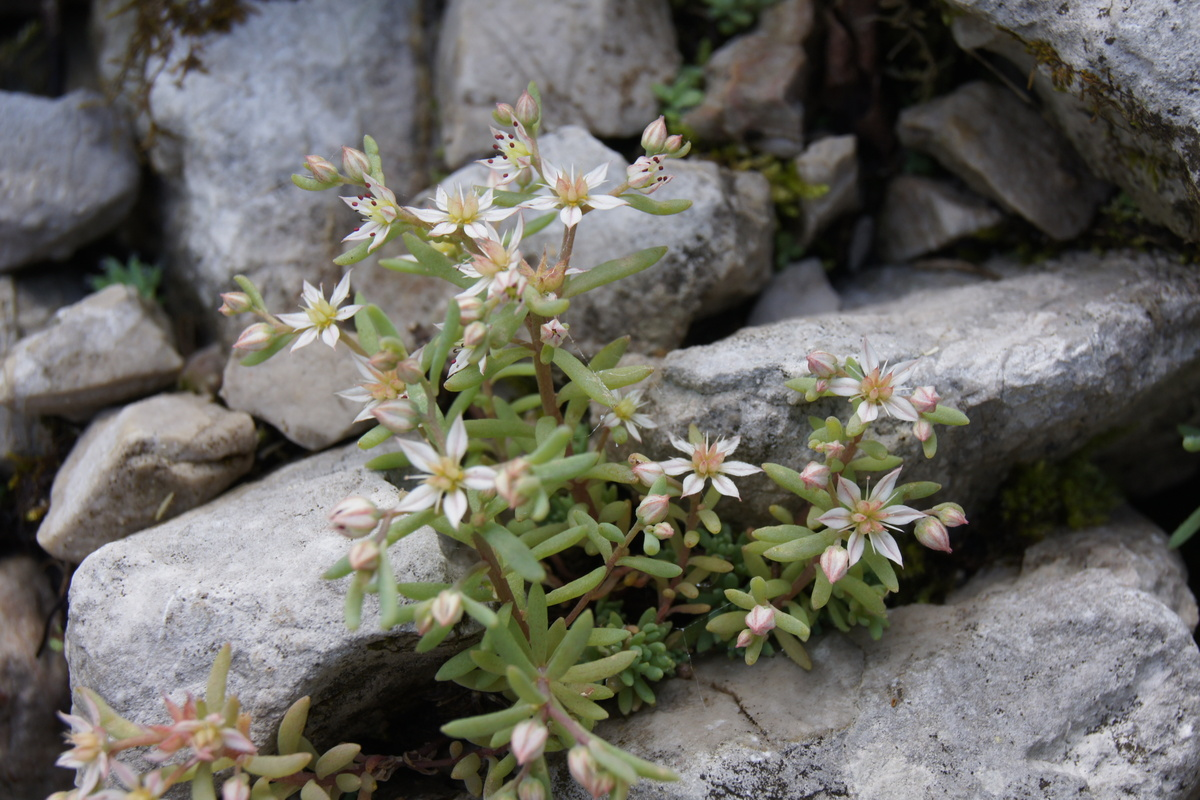
Habitus

### Vegetative Merkmale
Der Spanische Mauerpfeffer ist eine zweijährige sukkulente Pflanze, die Wuchshöhen von 5 bis 15 Zentimetern erreicht. Die Stängel sind meist am Grunde verzweigt, seltener einfach und aus aufsteigendem Grund aufrecht.
Die Laubblätter sind wechselständig angeordnet. Die einfache fleischige, blaugrün bereifte Blattspreite ist bei einer Länge von 8 bis 15 Millimetern sowie einer Breite von 2 bis 3 Millimetern und Durchmesser von etwa 1 Millimeter halbstielrund, linealisch mit spitzem oberen Ende.

### Generative Merkmale
Die Blütezeit reicht von Juni bis Juli. Die Blüten stehen in zwei- bis fünf-ästigen Blütenständen.
Die Blüte ist radiärsymmetrisch mit doppelter Blütenhülle. Die sechs Kelchblätter sind eiförmig und sehr kurz. Die meist sechs, selten sieben bis neun Kronblätter sind  bei einer Länge von 5 bis 7 Millimetern lanzettlich mit einem grannenartig spitzem oberen Ende und weiß mit rötlichem Rückenstreifen. Die meist zwölf Staubblätter sind etwa ein Drittel kürzer als die Kronblätter und tragen purpurrote Staubbeutel. Die Fruchtblätter sind weiß bis rötlich.
Jede Blüte kann sechs 6 gewöhnlich kahle, 3 Millimeter lange Balgfrüchte entwickeln, die in die Griffel (Stylodien) verschmälert sind.
Die Chromosomenzahl beträgt 2n = 14, 28, 30 oder 40.

## Vorkommen
Entgegen dem Namen kommt die Pflanze nicht in Spanien vor. Es gibt Fundortangaben für die Schweiz, Österreich, Ungarn, Italien, die Balkanhalbinsel, Slowenien, Rumänien, Bulgarien, die Ukraine, den Kaukasusraum, die Türkei, Irak, Syrien, Libanon, Iran und Turkmenistan. Sedum hispanicum ist ein Neophyt in Japan, Deutschland, Schweden, Norwegen, Finnland, Estland, Tschechien, Lettland und Litauen.
Sie gedeiht an feuchten schattigen Felsen, auf Felsschutt, an Mauer und Wegrändern. Sie steigt im Kanton Glarus bis zu einer Höhenlage von 1900 Metern auf.
Die ökologischen Zeigerwerte nach Landolt et al. 2010 sind in der Schweiz: Feuchtezahl F = 2+w+ (frisch aber stark wechselnd), Lichtzahl L = 4 (hell), Reaktionszahl R = 3 (schwach sauer bis neutral), Temperaturzahl T = 3+ (unter.montan und ober-kollin), Nährstoffzahl N = 3 (mäßig nährstoffarm bis mäßig nährstoffreich), Kontinentalitätszahl K = 4 (subkontinental).

## Taxonomie
Die Erstveröffentlichung von Sedum hispanicum erfolgte 1755 durch Carl von Linné in Centuria I. Plantarum ..., S. 12. Synonyme für Sedum hispanicum L. sind: Sedum boissieri Davidov, Sedum glaucum Waldst. & Kit., Sedum sexfidum M.Bieb. 